# Budapesti nosztalgiajáratok
Budapesten már évtizedek óta kiemelt figyelmet fordítanak az egykori járművek megőrzésére. Rendszeres nosztalgiajáratokat a 2010-es évek óta üzemeltetnek. A járatok általában betűjelzést kapnak, ám ezek közül egyik sem közlekedik rendszeresen. 2017-ben és 2018-ban az állandó nosztalgiajárművek BH, DH, TH és SH jelzéssel közlekedtek tavasztól őszig hétvégenként. 2019-től N2-es, N19-es ,  N109-es jelzéssel járnak , 2023-tól a N18-as jelzésű nosztalgia járattal és 2025-től ki bővült az  N4-sel ,N19i-vel , N74-el és a N60-al     is illetve más érdekes nosztalgia viszonylattal is  , ekkor többféle retrójárat is indult R jelzéssel, melyekre normál díjszabás érvényes, de közülük csak az R158-as autóbusz közlekedik rendszeresen. A vonalakat a Budapesti Közlekedési Központ megrendelésére a Budapesti Közlekedési Zrt. üzemelteti. Időnként C jelzéssel a Deák Ferenc tér és Szentendre, I jelzéssel a Deák Ferenc tér és a Városliget között is közlekedett nosztalgiabusz. A MÁV-HÉV G jelzéssel közlekedtetett nosztalgia HÉV-járatot az Örs vezér tere és Gödöllő között. Autó- és trolibuszokkal valamint villamosokkal különböző útvonalakon fotós járatokat is szerveznek különféle viszonylatjelzésekkel, melyek előzetes regisztrációhoz kötöttek, s a részvétel nosztalgia napijeggyel lehetséges. Ritkán ugyan, de a fogaskerekűn is közlekedik nosztalgia jármű. 

## Buszjáratok
Az N109-es járat az egyetlen rendszeresen, minden hónap második szombatján üzemelő nosztalgia-autóbuszjárat. Alkalmanként, mely többnyire különböző nyílt napokon van, más autóbusz- és trolibusz-járatok is közlekedhetnek.

### N109-es buszjárat
Az N109-es jelzésű nosztalgia autóbuszjárat a Deák Ferenc térről indul, majd az Erzsébet hídon, a budai rakparton, a Margit hídon és a Bajcsy-Zsilinszky úton át ugyanide tér vissza. A vonalon Ikarus 415-ös szóló, vagy Ikarus 630-as kabrióbusz közlekedik.
Az Ikarus 630-as buszokat 1959-től 1971-ig gyártották, a nyitott tetejűből viszont csak ez az egy darab létezik. A busz korábban az NDK-ban járt, Cottbusból egy hazai gyűjtő vásárolta meg és teljes felújítás után kabrióvá alakították, ám motorja és sebességváltója maradt az eredeti. A 38 férőhelyes autóbuszt 2017-ben megvásárolta a BKV, ezzel a nosztalgiaflotta újabb értékes darabbal bővült.
Útvonala
| Deák Ferenc tér M vá. – Deák Ferenc tér – Erzsébet tér – József Attila utca – Bajcsy-Zsilinszky út – Károly körút – Kossuth Lajos utca – Szabad sajtó út – Erzsébet híd – Döbrentei tér – Apród utca – Ybl Miklós tér – Lánchíd utca – Clark Ádám tér – Fő utca – Jégverem utca – Bem rakpart – Batthyány tér – Bem rakpart – Gyóni Géza tér – Margit híd – Szent István körút – Bajcsy-Zsilinszky út – Deák Ferenc tér – Deák Ferenc tér M vá. |

Megállóhelyei
| 0  | Batthyány tér M+H induló végállomás |                                                                                         |
| 5  | Margitsziget / Margit híd           | 26, 226 4, 6                                                                            |
| 7  | Jászai Mari tér                     | 9, 15, 26, 91, 191, 226, 291 75, 76 2, 2B, 4, 6, 23                                     |
| 9  | Nyugati pályaudvar M                | 9, 26, 91, 191, 226, 291 72, 73 4, 6 S21 S50 Z50 S70 Z70 S71 S72 Z72 IC, EC, sebesvonat |
| 11 | Arany János utca M                  | 9 72                                                                                    |
| 13 | Deák Ferenc tér M                   | 47, 48, 49, N19 72 9, 15, 16, 100E, 105, 178, 210B, 216                                 |
| 16 | Ferenciek tere M                    | 5, 7, 8E, 15, 107, 110, 112, 133E                                                       |
| 19 | Várkert Bazár                       | 5 19, 41, N19                                                                           |
| 21 | Clark Ádám tér                      | Budavári sikló 16, 105, 178, 210B, 216 19, 41, N19                                      |
| 26 | Batthyány tér M+H érkező végállomás | 11, 39 19, 41, N19                                                                      |

## Villamosjáratok
Az N2 és N19 vonalakon többféle villamos közlekedik, az N18 viszonylaton a bengáli villamos a jellemző.
A G típusú motorkocsi 1906-os gyártású Schlick-villamos eredetileg 270-es pályaszámmal közlekedett, a 2624-es pályaszámot a BSzKRt-os időkben kapta. 1959-ben acélvázassá alakították, majd az 1970-es években felújították. 1981 áprilisában kivonták a forgalomból, 1984-től Amszterdamban járt városnéző villamosként. 2004-ben visszaérkezett Magyarországra, egy évvel később pedig felújították. A budapesti nosztalgiaforgalomban 2012 óta vesz részt.
A K típusú motorkocsi 1911-ben készült a Schlick-Nicholson által. Eredetileg a 382-es pályaszámot viselte. Később a BSzKRt-os időkben új motort és akkus sínféket kapott. A Nagykörútról kiszorították az UV-k, majd Újpesten közlekedett 1977-es forgalomból történő kivonásáig. 2018-ban a BKV 50 éves évfordulója alkalmából önkéntesek közreműködésével került felújításra.
Az L típusú motorkocsit 1913-ban gyártották a Schlick gyárban, Budapesten 1980-ig közlekedett, az 1950-es évektől csak ikerkocsiként. Selejtezése után 1987-ben újították fel a gyártáskori állapotának megfelelően, majd a szentendrei Városi Tömegközlekedési Múzeumba került kiállításra. A 2000-es évek közepétől a budapesti nosztalgiajáratok állandó képviselője, pályaszáma a 436-os.
Az S típusú motorkocsi 1908-ban szintén a Schlick gyárban készült, melyből összesen 130 darab járta Budapest sínjeit. A 611-es pályaszámú favázas villamost 1975-ben megmentették a bontástól, majd 1987-ben korhű felújítást kapott. Az 1820-as pályaszámú társa, mely eredetileg az 571-es számot viselte, 2018-ban került felújításra a BKV 50 éves évfordulójának alkalmából.
A V típusú motorkocsi.
Valamint az FVV CSM–4 1233-as pályaszámú, magyar gyártmányú, "Bengáli" motorkocsi. Budapesti közlekedése után Debrecenbe került, ahol 492-es pályaszámmal futott. 2011-ben visszakerült Budapestre, s 2018-ban teljes körű helyreállításon esett át.
Alkalmanként, mely többnyire különböző nyílt napokon van, más villamosjáratok is közlekedhetnek, amik többnyire Ganz UV mmotorkocsiból vagy Tatra T5C5-ösökből állnak.

### N2-es villamosjárat
Az N2-es jelzésű nosztalgia villamosjárat a Duna-parton, a 2-es villamos vonalán jár a Jászai Mari tér és a Közvágóhíd között. A 2023-as szezon óta májustól október végéig minden szombat délután közlekedik.
Útvonala
| Közvágóhíd felé | Jászai Mari tér felé |
| --- | --- |
| Jászai Mari tér vá. – Balassi Bálint utca – Kossuth Lajos tér – Széchenyi rakpart – Széchenyi István tér – Eötvös tér – Belgrád rakpart – Petőfi tér – Március 15. tér – Belgrád rakpart – Fővám tér – Közraktár utca – Boráros tér – Soroksári út – Közvágóhíd H vá. | Közvágóhíd H vá. – Soroksári út – Boráros tér – Közraktár utca – Fővám tér – Belgrád rakpart – Március 15. tér – Petőfi tér – Belgrád rakpart – Eötvös tér – Széchenyi István tér – Széchenyi rakpart – Kossuth Lajos tér – Balassi Bálint utca – Jászai Mari tér vá. |

Megállóhelyei
Az útvonala megegyezik a 2-es villamos útvonalával.
Az átszállási kapcsolatok között az azonos útvonalon közlekedő 2-es villamos nincsen feltüntetve.
| 0  | Jászai Mari tér végállomás | 20 | 2B, 4, 6, 23 75, 76 9, 26, 91, 191, 226, 291 |
| 1  | Országház, látogatóközpont | 18 | 2B, 23                                       |
| 3  | Kossuth Lajos tér M        | 16 | 2B, 23 70, 78 15                             |
| 5  | Széchenyi István tér       | 14 | 2B, 23 16, 105, 178, 210B, 216               |
| 9  | Eötvös tér                 | 13 | 2B, 23 16, 105, 178, 210B, 216               |
| 7  | Vigadó tér                 | 12 | (Vörösmarty tér) 2B, 23                      |
| 9  | Március 15. tér            | 10 | 2B, 23 5, 7, 8E, 15, 107, 110, 112, 133E     |
| 11 | Fővám tér M                | 8  | 2B, 23, 47, 48, 49 83 15                     |
| 13 | Zsil utca                  | 6  | 2B, 23 83 15                                 |
| 14 | Boráros tér H              | 5  | 2B, 4, 6, 23 15, 54, 55, 212, 223E, 224      |
| 16 | Haller utca / Soroksári út | 3  | 2B, 23, 24 54, 55, 223E, 224                 |
| 18 | Müpa – Nemzeti Színház H   | 1  | 24 54, 55, 224                               |
| 20 | Közvágóhíd H végállomás    | 0  | 1, 24 54, 55, 179, 223E, 224                 |

### N18-as villamosjárat
Az N18-as jelzésű nosztalgia villamosjárat a Szent János Kórház és a Csóka utca (Karinthy Színház) között közlekedik. A Városmajor felől érkező villamos keresztülhalad a Tabánon, majd érinti Rudas fürdőt, a Gellért fürdőt és a Karinthy Színházig halad. Ezen a viszonylaton a „Bengáli” becenevű, FVV CSM–1, illetve FVV CSM–4 típusú járművek közlekednek. A 2023-as szezonban májustól október végéig havonta egyszer, minden második szombaton délután közlekedik.
Útvonala
| Csóka utca (Karinthy Színház) felé | Szent János Kórház felé |
| --- | --- |
| Szent János Kórház vá. – Szilágyi Erzsébet fasor – Széll Kálmán tér – Krisztina körút – Döbrentei tér – Szent Gellért rakpart – Szent Gellért tér – Bartók Béla út – Csóka utca (Karinthy Színház) vá. | Csóka utca (Karinthy Színház) vá. – Bartók Béla út – Szent Gellért tér – Szent Gellért rakpart – Döbrentei tér – Krisztina körút – Széll Kálmán tér – Szilágyi Erzsébet fasor – Szent János Kórház vá. |

Megállóhelyei
Az útvonala megegyezik a Szent János Kórház és a Gárdonyi tér között az 56-os és 56A villamoséval, tovább a 19-es és 49-es viszonylatok útvonalán halad.
| 0  | Szent János Kórház végállomás            | 26 | 56A, 59, 60, 61 22, 22A, 91, 128, 129, 155, 156, 222 781, 782, 783, 784, 785, 786, 787, 789, 791, 793, 794, 795                                                                    |
| 1  | Városmajor                               | 25 | 56A, 59, 60, 61 5, 22, 22A, 91, 155, 156, 222 |
| 2  | Nyúl utca                                | 24 | 56A, 59, 61 5, 91, 155, 156 |
| 4  | Széll Kálmán tér M                       | 23 | 4, 6, 17, 56A, 59, 59A, 61 5, 16, 16A, 21, 22, 22A, 39, 91, 102, 116, 128, 129, 139, 140, 140A, 149, 155, 156, 221, 222 781, 782, 783, 784, 785, 786, 787, 789, 791, 793, 794, 795 |
| 6  | Déli pályaudvar M                        | 21 | 17, 56A, 59, 59A, 61 21, 39, 102, 139, 140, 140A, 221 770 S10 S12 S30 G30 Z30 S34 S35 S40 Z40 S42 Z42 IC, sebesvonat, gyorsvonat, expresszvonat,                                   |
| 7  | Mikó utca                                | 20 | 56A |
| 8  | Krisztina tér                            | 19 | 56A 5, 16, 105, 178, 210B, 216 |
| 10 | Dózsa György tér                         | 17 | 56A 5, 16, 216 |
| 12 | Döbrentei tér                            | 15 | 56A 5 |
| 14 | Rudas Gyógyfürdő                         | 14 | 19, 41, 56A 7, 8E, 107, 110, 112 |
| 17 | Szent Gellért tér – Műegyetem M          | 12 | 19, 41, 47, 48, 49, 56A 7, 107, 133E |
| 18 | Gárdonyi tér                             | 7  | 19, 41, 47, 48, 49, 56A 7 |
| 21 | Móricz Zsigmond körtér M                 | 4  | 6, 17, 19, 41, 47, 48, 49, 56A, 61 7, 27, 33, 58, 114, 213, 240 |
| 23 | Kosztolányi Dezső tér                    | 3  | 19, 49 7, 53, 58, 114, 150, 153, 154, 212, 213, 240 |
| 24 | Karolina út                              | 1  | 19, 49 7, 58, 114, 153, 213 |
| 26 | Csóka utca (Karinthy Színház) végállomás | 0  | 19, 49 |

### N19-es villamosjárat
Az N19-es jelzésű nosztalgia villamosjárat a Deák Ferenc tér és a Katinyi mártírok parkja között közlekedik. Érinti a Rudas fürdő, a Gellért fürdőt, a Király fürdőt és a Szent Lukács fürdőt. Ezen a viszonylaton a „Bengáli” becenevű, FVV CSM–1, illetve FVV CSM–4 típusú járművek nem közlekedhetnek a Lánchídnál lévő alagút tulajdonságaiból adódó korlátozások miatt. A 2023-as szezonban májustól október végéig minden vasárnap délután, 2024-től már csak nyáron közlekedik.
Útvonala
| Batthyány tér felé | Deák Ferenc tér felé |
| --- | --- |
| Deák Ferenc tér M vá. – Károly körút – Múzeum körút – Kálvin tér – Vámház körút – Fővám tér – Szabadság híd – Szent Gellért tér – Bartók Béla út – Szent Gellért tér – Szent Gellért rakpart – Döbrentei tér – Várkert rakpart – aluljáró – Bem rakpart – Batthány tér vá. | Batthány tér M vá. – Bem rakpart – aluljáró – Várkert rakpart – Döbrentei tér – Szent Gellért rakpart – Szent Gellért tér – Bartók Béla út – Szent Gellért tér – Szabadság híd – Fővám tér – Vámház körút – Kálvin tér – Múzeum körút – Károly körút – Deák Ferenc tér M vá. |

Megállóhelyei
Az útvonalának első szakasza megegyezik a 47-es és 49-es villamos Deák Ferenc tér és Szent Gellér tér közötti szakaszával, valamint a második szakasza pedig egyező a 19-es és 41-es villamos Szent Gellért tér és Batthány tér közötti szakaszával.
| 0  | Deák Ferenc tér végállomás      | 20 | 9, 15, 16, 100E, 105, 210B, 216 72 47, 49 |
| 1  | Astoria M                       | 18 | 47, 49 72, 74 5, 7, 8E, 9, 110, 112, 133E |
| 3  | Kálvin tér M                    | 16 | 47, 49 72, 83 9, 15, 100E                 |
| 4  | Fővám tér M                     | 15 | 2, 2B, 23, 47, 49 83 15                   |
| 7  | Szent Gellért tér – Műegyetem M | 13 | 19, 41, 47, 49, 56A 7, 107, 133E          |
| 12 | Szent Gellért tér – Műegyetem M | 8  | 19, 41, 47, 49, 56A 7, 107, 133E          |
| 14 | Rudas Gyógyfürdő                | 5  | 19, 41, 56A 7, 8E, 107, 110, 112          |
| 15 | Várkert Bazár                   | 4  | 19, 41 5                                  |
| 17 | Clark Ádám tér                  | 2  | 19, 41 16, 105, 178, 210B, 216            |
| 19 | Halász utca                     | 0  | 19, 41                                    |
| 20 | Batthyány tér M+H végállomás    | 0  | 19, 41 11, 39                             |

N19i időszakos villamosjárat
2025.augusztus 10.-én egy napra Ni-es időszakos nosztalgiajáratként 2 db villamos a 436-os és a 2806-os közlekedet a Csóka utca [ Karinthy színház] > Bartók Béla út > Szent Gellért rakpart > Krisztina körút > Széll Kálmán tér > Margit krt. > Frankel Leo út > Vidra utca > Margit híd,  budai hídfő > Bem rakpart > Szent Gellért rakpart > Bartók Béla út > Csóka utca [ Karinthy színház] nyomvonalon.

### N36-os villamosjárat
2023. június 25-én egy napra N-es nosztalgiajáratként újjáéledt a 36-os villamos, melyen az 1233-as pályaszámú FVV CSM–4 Bengáli villamos járt. Az útvonala majdnem megegyezett a járat bezáráskori útvonalával azzal a különbséggel, hogy a külső végállomása hogy a volt Kápolna téri végállomás bejárhatatlansága miatt a Kápolna utca volt az oda beépített visszafogásnál. A járat azóta is közlekedik a Múzeumok Éjszakája rendezvény napján.

## Járművek

### Villamos
| Kép         | Típus           | Darabszám | Pályaszám                                | Gyártási év | Nosztalgiaként közlekedik                  | Megjegyzés                                                                                 |
| ----------- | --------------- | --------- | ---------------------------------------- | ----------- | ------------------------------------------ | ------------------------------------------------------------------------------------------ |
|             | FVV CSM–1       | 1 db      | 3720 (eredetileg 3720-3721, később 1100) | 1961        | 2018                                       | FVV CSM–2 prototípusa prototípusi fényezéssel 1 vezetőállással 3 ajtóval                   |
|             | FVV CSM–4       | 1 db      | 1233 (később 492)                        | 1964        | 2012 (felújított állapotban: 2018)         | 2 vezetőállással 10 ajtóval                                                                |
|             | BKVT S típus    | 2 db      | 611 (később 1850, majd 1715)             | 1908        | 1987                                       | eredeti favázas kialakítás                                                                 |
|             | BKVT S típus    | 2 db      | 1820 (eredetileg 571, később 1714)       | 1907        | 2018                                       | acélvázas átalakítás                                                                       |
|             | BKVT V típus    | 1 db      | 1074                                     | 1912        | 2009                                       | eredeti favázas kialakítás                                                                 |
|             | BVVV G típus    | 1 db      | 2624 (eredetileg 270)                    | 1906        | 2012                                       | acélvázas átalakítás                                                                       |
|             | BVVV K típus    | 1 db      | 2806 (eredetileg 382)                    | 1911        | 2018                                       | acélvázas átalakítás                                                                       |
|             | BVVV L típus    | 1 db      | 436 (később 2900, majd 2993)             | 1913        | 1987                                       | eredeti favázas kialakítás                                                                 |
|             | Ganz MUV        | 1 db      | 3430                                     | 1960        | 2018                                       | Ganz UV alapján 2 vezetőállásos visszaalakítás modernizált és fűtött utastérrel kialakítva |
|             | Ganz UV         | 4 db      | 3873, 3885, 3888, 3898                   | 1964        | 2007                                       |                                                                                            |
|             | MWG EP pótkocsi | 2 db      | 5869                                     | 1951        | 2007                                       | zártperonosra átalakított                                                                  |
| 5884        | MWG EP pótkocsi | 2 db      | 1949                                     | 2019        | eredeti dupla ajtós és légfékes kialakítás |                                                                                            |
| FP pótkocsi | 1 db            | 6010      | 1954                                     | 2007        |                                            |                                                                                            |
|             | F1A motorkocsi  | 1 db      | 1522                                     | 1940        | 2021                                       |                                                                                            |

### Fogaskerekű
| Kép | Típus          | Darabszám | Pályaszám | Gyártási év | Nosztalgiaként közlekedik |
| --- | -------------- | --------- | --------- | ----------- | ------------------------- |
|     | Fogas pótkocsi | 1 db      | 2, 50     | 1874        | 1997 (nem állandó)        |

### Autóbusz
| Kép | Típus                  | Darabszám | Rendszám | Gyártási év | Nosztalgiaként közlekedik | Megjegyzés                                   |
| --- | ---------------------- | --------- | -------- | ----------- | ------------------------- | -------------------------------------------- |
|     | Rába Tr 3,5            | 1 db      | GF-184   | 1948        |                           |                                              |
|     | MÁVAG Tr 5             | 1 db      | PBC-255  | 1948        | 2015 (nem állandó)        |                                              |
|     | Ikarus 55              | 1 db      | P-04375  | 1969        |                           |                                              |
|     | Ikarus 60 és pótkocsi  | 1 db      | BPI-060  | 1955        | 2019                      |                                              |
|     | Ikarus 180             | 1 db      | LZZ-330  | 1970        | 2012                      |                                              |
|     | Ikarus 260             | 3 db      | BPO-671  | 1981        | 2013                      | harmonikaajtós kialakítás                    |
|     | Ikarus 260             | 3 db      | BPO-301  | 1992        |                           | bolygóajtós kialakítás, ezüstnyíl fényezés   |
|     | Ikarus 260             | 3 db      | BPO-100  | 1991        | megőrzésre kijelölt jármű | bolygóajtós kialakítás                       |
|     | Ikarus 263             | 1 db      | NCA-263  | 1999        | megőrzésre kijelölt jármű |                                              |
|     | Ikarus 280             | 2 db      | BPO-449  | 1987        | megőrzésre kijelölt jármű | bolygóajtós kialakítás, gyors 7-173 fényezés |
|     | Ikarus 280             | 2 db      | BPO-477  | 1986        |                           | harmonikaajtós kialakítás                    |
|     | Ikarus 284             | 1 db      | MZE-284  | 1984        | 2015                      |                                              |
|     | Ikarus 412             | 1 db      | BPI-007  | 1999        | megőrzésre kijelölt jármű |                                              |
|     | Ikarus 415             | 1 db      | MZE-415  | 1988        | 2015                      |                                              |
|     | Ikarus 435             | 1 db      | BPO-583  | 1993        | megőrzésre kijelölt jármű |                                              |
|     | Ikarus 521             | 1 db      | NEU-521  | 1988        | 2015                      |                                              |
|     | Ikarus 556             | 1 db      | GC 45-31 | 1971        |                           | nem üzemképes                                |
|     | Ikarus 620 és pótkocsi | 1 db      |          | 19??        |                           |                                              |
|     | Ikarus 630             | 1 db      | FKF-550  | 1971        | 2017                      |                                              |

### Trolibusz
| Kép | Típus                      | Darabszám | Pályaszám     | Gyártási év          | Nosztalgiaként közlekedik |
| --- | -------------------------- | --------- | ------------- | -------------------- | ------------------------- |
|     | Ikarus 60T és ÁMG pótkocsi | 1 db      | 923           | 1955 (pótkocsi 196?) |                           |
|     | Ikarus 260T                | 1 db      | 600           | 1983                 |                           |
|     | Ikarus 280T                | 1 db      | 156           | 1978/1990            | 2015                      |
|     | ZiU–5                      | 1 db      | 573           | 1968                 | megőrzésre kijelölt jármű |
|     | ZiU–9                      | 3 db      | 927, 929, 938 | 1980                 | 2013                      |
|     | MTB–82                     | 1 db      | nem üzemképes | 19??                 |                           |

### HÉV
| Kép | Típus                  | Típus                      | Darabszám | Pályaszám | Gyártási év    | Nosztalgiaként közlekedik |
| --- | ---------------------- | -------------------------- | --------- | --------- | -------------- | ------------------------- |
|     | ACSEV szerelvény       | Weitzer DM XII motorkocsi  | 1 db      | 297       | 1906           | 19??                      |
|     | ACSEV szerelvény       | Weitzer P XXIII/b pótkocsi | 1 db      | 459       | 1904           | 19??                      |
|     | Ganz L VII motorkocsi  | Ganz L VII motorkocsi      | 1 db      | 83        | 1943           | 1994                      |
|     | Ganz M VIII motorkocsi | Ganz M VIII motorkocsi     | 1 db      | 251       | 1952           | 1994                      |
|     | Ganz P XV pótkocsi     | Ganz P XV pótkocsi         | 1 db      | 511       | 1943-56 között | 1994                      |

### Metró/Földalatti
| Kép | Típus                       | Darabszám            | Pályaszám     | Gyártási év | Nosztalgiaként közlekedik |
| --- | --------------------------- | -------------------- | ------------- | ----------- | ------------------------- |
|     | Siemens & Halske motorkocsi | 1 + 2 db             | 11 + 1, 19    | 1896        | 1996 (nem állandó)        |
|     | Vezérlőpótkocsi             | 1 db                 | 81            | 1959/60     |                           |
|     | MMZ Ev3                     | 6 db ( 1 szerelvény) | ???           | 197?        | megőrzésre kijelölt jármű |
|     | MMZ Ev                      | 3 db (1 szerelvény)  | 101, 102, 103 | 1968/9      | megőrzésre kijelölt jármű |